# 플래티넘게임즈
플래티넘게임즈(PlatinumGames Inc., プラチナゲームズ株式会社)는 일본의 비디오 게임 개발사이다. 이 회사는 시즈(Seeds)사와 오드(Odd)사 간 합병의 결과로 2007년 10월 설립되었다. 이듬해 비디오 게임 배급사 세가 게임스는 매드월드, 인피니트 스페이스, 베요네타, Vanquish를 보유한 기업이 개발한 고유한 4가지 속성을 퍼블리싱할 것이라 발표하였다.
이 파트너십은 나중에 Anarchy Reigns를 포함하는 것으로 확대되었다. 그러나 대부분이 상당한 호평을 받았음에도 불구하고 이 중 어느 것도 상업적인 성공을 거두지 못했다.
회사의 주 목표는 새롭고 독창적인 지식 재산을 창출하는 것이며, 팀은 2010년대 들어 라이선스를 받은 더 많은 타이틀을 만들기 시작했다. (이를테면 액티비전과 함께하는 코라의 전설, 닌자 거북이와 트랜스포머 시리즈, 코나미와 함께하는 메탈 기어 라이징: 리벤전스, 닌텐도와 함께하는 스타 폭스 시리즈, 스퀘어 에닉스와 함께하는 니어: 오토마타.)
사원수는 2018년 기준으로 197명이다.

## 개발된 게임
| 연도 | 게임                                               | 배급사        | 플랫폼                                                                      | 참고                    |
| ---- | -------------------------------------------------- | ------------- | --------------------------------------------------------------------------- | ----------------------- |
| 2009 | 매드월드                                           | 세가 게임스   | Wii                                                                         | 빈칸                    |
| 2009 | 인피니트 스페이스                                  | 세가 게임스   | 닌텐도 DS                                                                   | 누드 메이커와 공동 개발 |
| 2009 | 베요네타                                           | Sega, 닌텐도  | 마이크로소프트 윈도우, 닌텐도 스위치, 플레이스테이션 3, Wii U, 엑스박스 360 | 빈칸                    |
| 2010 | Vanquish                                           | Sega          | Microsoft Windows, PlayStation 3, Xbox 360                                  | 빈칸                    |
| 2012 | Anarchy Reigns                                     | Sega          | PlayStation 3, Xbox 360                                                     | 빈칸                    |
| 2013 | 메탈 기어 라이징: 리벤전스                         | 코나미        | 안드로이드, Microsoft Windows, macOS, PlayStation 3, Xbox 360               | 빈칸                    |
| 2013 | 더 원더풀 101                                      | Nintendo      | Wii U                                                                       | 빈칸                    |
| 2014 | 베요네타 2                                         | Nintendo      | Wii U, Nintendo Switch                                                      | 빈칸                    |
| 2014 | 코라의 전설                                        | 액티비전      | Microsoft Windows, PlayStation 3, 플레이스테이션 4, Xbox 360, 엑스박스 원   | 빈칸                    |
| 2015 | 트렌스포머: 데바스테이션                           | 액티비전      | Microsoft Windows, PlayStation 3, 플레이스테이션 4, Xbox 360, 엑스박스 원   | 빈칸                    |
| 2015 | 8-Bit 베요네타                                     | Sega          | Browser, Microsoft Windows                                                  | Bitbaboon과 공동 개발   |
| 2016 | 스타 폭스 제로                                     | Nintendo      | Wii U                                                                       | 닌텐도 EPD와 공동 개발  |
| 2016 | 스타 폭스 가드                                     | Nintendo      | Wii U                                                                       | 닌텐도 EPD와 공동 개발  |
| 2016 | Teenage Mutant Ninja Turtles: Mutants in Manhattan | Activision    | Microsoft Windows, PlayStation 3, PlayStation 4, Xbox 360, Xbox One         | 빈칸                    |
| 2017 | 니어: 오토마타                                     | 스퀘어 에닉스 | Microsoft Windows, PlayStation 4                                            | 빈칸                    |
| 2018 | Granblue Fantasy Project Re:Link                   | 발표 예정     | PlayStation 4                                                               | Cygames와 공동 개발     |
| 2018 | 로스트 오더(Lost Order)                            | 발표 예정     | 안드로이드, iOS                                                             | Cygames와 공동 개발     |
| TBA  | 베요네타                                           | 닌텐도        | 닌텐도 스위치                                                               | 개발 중                 |

### 취소된 타이틀
- 스케일바운드 (마이크로소프트 윈도우, 엑스박스 원)